# Wolfgang Joop
Wolfgang Joop (Potsdam, 18 november 1944) is een Duitse modeontwerper. Hij is de oprichter van het mode- en cosmeticabedrijf JOOP! evenals het modemerk Wunderkind.

## Vroege leven
Joop werd geboren in Potsdam als zoon van redacteur en auteur Gerhard Joop en zijn vrouw Charlotte. Hij groeide op op de boerderij van zijn grootouders in Bornstedt tot 1954, toen zijn familie naar Braunschweig verhuisde, waar zijn vader was aangenomen als hoofdredacteur van het culturele tijdschrift Westermanns Monatshefte. Tijdens de DDR-periode woonde Ulla Ebert, de zus van Joops moeder, in het pand en werd voor het behoud ervan financieel ondersteund door de familie uit het Westen. Na de Duitse hereniging verhuisden de ouders van Joop terug naar Bornstedt.
Nadat hij in 1964 zijn diploma behaalde aan het Wilhelm-Gymnasium in Braunschweig, begon Joop in 1966 een studie reclamepsychologie aan de Technische Universiteit van Braunschweig, die hij niet afmaakte. Nadat hij was gestopt, werkte hij als restaurateur. In 1968 begon hij aan een studie kunsteducatie, die hij ook niet afmaakte.

## Modecarrière

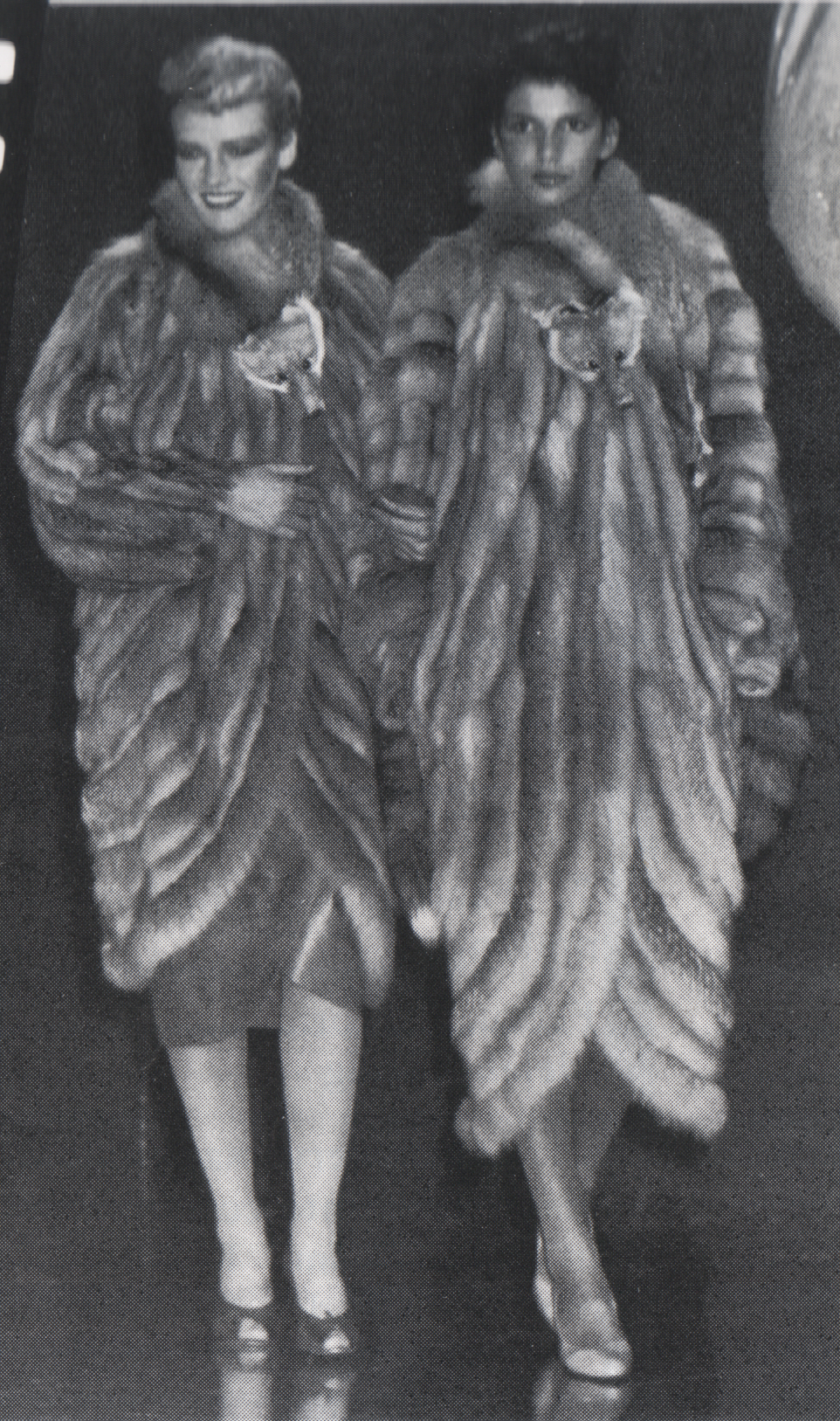
Jassen uit een bontcollectie van Wolfgang Joop (1979)

Joop begon zijn carrière in 1970, toen hij deelnam aan een wedstrijd van het Duitse damesblad Constanze met zijn toenmalige vrouw Karin Benatzky en zij wonnen alle drie de eerste prijzen. Dit succes leverde hem in 1970 een baan op als moderedacteur bij het Hamburgse damesblad Neue Mode, waar hij in 1971 ontslag nam om zelfstandig verder te werken, onder meer als freelance journalist en ontwerper.
Joop boekte in 1978 internationaal succes met zijn eerste bontcollectie. In 1985 werd hij uitgenodigd om gastdocent modeontwerp te worden aan de Universiteit voor de Kunsten in Berlijn. In 1987 werd hij benoemd tot ereprofessor.

### JOOP!

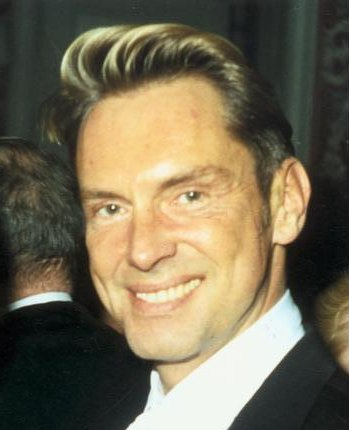
Joop in 1992

Begin 1982 presenteerde Joop zijn eerste ready-to-wearcollectie voor dames, gevolgd door zijn eerste mannencollectie in 1985. Twee jaar later, met de lancering van zijn eerste parfumcollectie, maakte hij zijn naam tot een handelsmerk, waarbij hoofdletters energie symboliseerden en een uitroepteken. Kleding, schoenen, sieraden, brillen en parfum waren direct verkrijgbaar onder dit merk. Het label "JOOP!" kwam beschikbaar voor licenties en Joops bedrijf produceerde geen eigen producten meer voor de verkoop. Sinds 1997 worden de producten van Joop verkocht via JOOP! GmbH met uitzondering van Parfum JOOP!, dat in 1991 werd verkocht aan Coty/Lancaster, waarna er licentieovereenkomsten ontstonden. In 1998 verkocht Joop 95% van zijn JOOP! aandelen aan Wünsche AG voor 150 miljoen Duitse Mark, maar bleef creatief directeur van het merk. In 2001 verkocht hij de resterende 5% en verliet het bedrijf.

### Wunderkind
In 2003 richtte Joop samen met zijn partner Edwin Lamberg het high-end couturemodelabel Wunderkind op. Joop presenteerde Wunderkind voor het eerst de herfst/wintercollectie 2003 in Potsdam aan een publiek van pers en gasten uit de detailhandel. Wunderkind maakte zijn internationale debuut in New York in september 2004, toen het door de CFDA werd uitgenodigd om de collectie te presenteren tijdens de New York Fashion Week, en verhuisde in 2006 naar Parijs. Er werden boetieks geopend in Berlijn, Londen en Sylt. In januari 2011 werd gemeld dat Wunderkind te maken kreeg met een herstructurering, waarbij bijna al het personeel werd ontslagen en de modeshow van de Paris Fashion Week in maart werd geannuleerd. Datzelfde jaar ontwierp Joop de trouwjurk die prinses Sophie van Isenburg droeg voor haar huwelijk met prins Georg van Pruisen in augustus. Na ruim een jaar inactiviteit presenteerde Wunderkind op 10 mei 2012 een nieuwe show in Potsdam. Er was een nieuwe algemeen directeur aangesteld en er waren plannen om een nieuwe winkel in Berlijn te openen en te zorgen voor een gestage maar tragere groei. 

## Andere activiteiten
Onafhankelijk van zijn eigen labels bracht Joop in samenwerking met Coty Prestige twee herenparfums uit: Wolfgang Joop (2008) en Wolfgang Joop: Freigeist (2010). Eind 2009 begon hij een samenwerking met het in Bayreuth gevestigde gezondheidszorgbedrijf medi, waarvoor hij een serie dure compressiekousen ontwierp die hij ook presenteerde op de Parijse show van zijn label Wunderkind eind 2009. In 2012 werkte hij opnieuw met medi. In oktober 2010 werd Joop creatief adviseur voor Galeria Kaufhof. Sinds september 2011 was de collectie "GALERIA 1879 by Wolfgang Joop", vernoemd naar het oprichtingsjaar van de keten, te koop in alle Kaufhof-filialen.

### Kunst
Joop heeft een brede interesse en houdt zich bezig met veel meer dan alleen mode en design, waaronder ook illustratie. Meer dan honderd van zijn werken zijn te zien in het Museum für Kunst und Gewerbe in Hamburg. Sinds 2009 verkoopt hij een deel van zijn tekeningen via de galerie Lumas. Hij maakt ook sculpturen, waarvan er één te vinden is op de begraafplaats van Bornstedt. Joop verzamelt ook kunst, met name hedendaagse schilderijen en sculpturen, en meubels.

### Schrijven

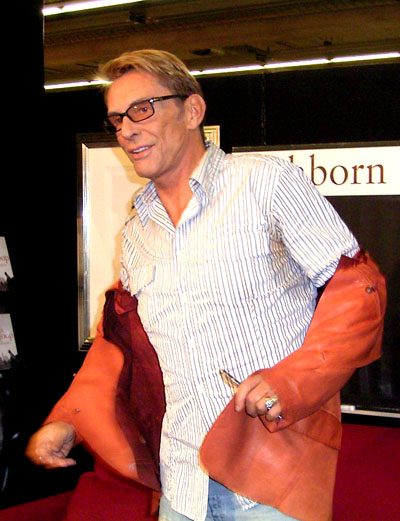
Joop op de Frankfurter Buchmesse in 2003

Joop heeft diverse boeken geschreven, waaronder het cadeauboek Das kleine Herz (2001), het kookboek Hectic Cuisine (2002), de autobiografie Stillstand des Flüchtigen (2002), de roman Im Wolfspelz (2003), en Wolfgang Joop, Wunderkind: 14467 Potsdam, uitgegeven door Rolf Heyne Collection (2009). Zijn tweede autobiografie Undressed. Aus einem Leben mit mir (2013) is geschreven in samenwerking met journalist en auteur Rebecca Casati. Hij schreef ook talrijke artikelen voor publicaties als Der Spiegel, Stern en Welt am Sonntag.

### Acteren en televisie
Joop had een hoofdrol in de satirische film Suck My Dick van Oskar Roehler (2001). Hij had ook rollen in verschillende andere films, zoals Tears in Florence (1984), The Summer of the Samurai (1986), en Beloved Sister (2002). In 2014 en 2015 was hij jurylid bij Germany's Next Topmodel naast Heidi Klum en Thomas Hayo. Hij verscheen ook opnieuw in de show als gastjurylid in 2017 en 2018. 

### Filantropie
Joop steunt de organisatie Dunkelziffer e.V. voor seksueel misbruikte kinderen en de Hamburg Leuchtfeuer voor mensen met aids. Hij heeft ook vrijwilligerswerk gedaan voor de Deutsche Knochenmarkspenderdatei.

## Prijzen
- 1983: Fil d'or (onderscheiding van de Confédération Internationale du Lin, Monte Carlo ).
- 1984: Das Goldene Spinnrad (modeprijs van de stad Krefeld en van de Europese Zijdecommissie).
- 1995: Forum-Preis (onderscheiding van het tijdschrift Textilwirtschaft).
- 2005: Osgar (mediaprijs van Bild)
- 2009: Bambi in de categorie "Sonderpreis der Jury"
- 2011: Radio Regenbogen Award in de categorie "Medienmann".
- 2012: Designpreis der Bundesrepublik Deutschland in de categorie "Lebenswerk".

## Persoonlijk leven
In 1970 trouwde Joop met Karin Benatzky, destijds een kunststudente. Ze scheidden in 1985. Ze hebben twee dochters, mode- en juweelontwerpster Henriette, beter bekend als Jette Joop (geboren 1968), en schilder en auteur Florentine Joop (geboren 1973). Joop kwam in een interview met Der Spiegel in januari 1996 uit de kast als biseksueel. Sinds zijn breuk met Benatzky heeft hij een relatie met Edwin Lemberg. In 2013 gingen ze in Potsdam een geregistreerd partnerschap aan, dat pas in 2017 bekend werd.
In 2001 veroorzaakte Joop controverse met een uitspraak over de aanslagen van 11 september, waarin hij zei: "Ik heb er geen spijt van dat het symbool van de Twin Towers er niet meer staat, omdat ze kapitalistische arrogantie vertegenwoordigden."
- Bibsys: 5091769
- Bibliothèque nationale de France: cb14533021w (data)
- Gemeinsame Normdatei: 121663698
- International Standard Name Identifier: 0000 0000 3906 9137
- Library of Congress Control Number: n2002108310
- Nationale Bibliotheek van Tsjechië: xx0241416
- Nationale Bibliotheek van Israël: 987007427589705171
- Nederlandse Thesaurus van Auteursnamen: 138755698
- RKD-Nederlands Instituut voor Kunstgeschiedenis: 233131
- SNAC: w6w67rrk
- Système universitaire de documentation: 072310170
- Virtual International Authority File: 61783789
- WorldCat: E39PBJdM9qkJrjmYc8XMG8c9Dq